# George Gallo
George Gallo jr. (* 1. Januar 1956 in Port Chester) ist ein US-amerikanischer Drehbuchautor, Filmregisseur und Filmproduzent.
George Gallo ist der Sohn eines Schauspielers (George Gallo, senior) und stammt aus Mamaroneck. Er besuchte ein College, um Grafik zu studieren. 1973 wurde er von Martin Scorsese Film Hexenkessel inspiriert und beschloss seinen Weg in die Filmbranche einzuschlagen. Da er nicht so einfach sein Studienfach wechseln konnte, beschloss er sein Studium abzubrechen und ging 1982 nach Los Angeles. Hier schrieb er sein erstes Drehbuch, das mit dem Titel Zwei Superpflaumen in der Unterwelt 1986 verfilmt wurde. Danach folgten Drehbücher für Midnight Run – Fünf Tage bis Mitternacht und weitere drei Midnight Run-Filme, die er zum Teil bereits selbst produzierte. 1994 schrieb er das Drehbuch zu dem Film Schneesturm im Paradies bei dem auch die Produktion übernahm, Regie führte und seinen Vater mitspielten ließ. Es folgen weiter Spielfilme wie Die doppelte Nummer und Lauschangriff – My Mom’s New Boyfriend. Außerdem war er an der Story-Entwicklung zu Bad Boys – Harte Jungs beteiligt.
George Gallo ist auch ein Landschaftsmaler im Stil der Pennsylvania Impressionisten. 1990 gewann er den Arts For The Parks Award und hatte drei Einzelausstellungen in New York City. Seine Leidenschaft für die Malerei verarbeitete er in seinem Film Die Farben des Herbstes.
Sein musikalisches Talent beweist er als Saxophonist und spielte unter anderem in einem Jazzensemble in Port Chester.
George Gallo lebt in Los Angeles.

## Filmografie (Auswahl-Drehbuch)
- 1986: Wise Guys – Zwei Superpflaumen in der Unterwelt (Wise Guys)
- 1988: Midnight Run – Fünf Tage bis Mitternacht (Midnight Run)
- 1991: Straße zum Glück (29th Street, auch Regisseur)
- 1994: Schneesturm im Paradies (Trapped in Paradise, auch Regisseur und Produzent)
- 1994: Midnight Run – Abgerechnet wird um Mitternacht (Another Midnight Run, Fernsehfilm, Produzent)
- 1994: Midnight Run – Ein Kopfgeldjäger mit Herz (Midnight Runaround, Fernsehfilm, Produzent)
- 1995: Bad Boys – Harte Jungs (Bad Boys)
- 2001: Die doppelte Nummer (Double Take, auch Regisseur)
- 2001: Spot (See Spot Run)
- 2004: Keine halben Sachen 2 – Jetzt erst recht! (The Whole Ten Yards)
- 2006: Die Farben des Herbstes (Local Color, auch Regisseur und Produzent)
- 2007: Code Name: The Cleaner
- 2008: Lauschangriff – My Mom’s New Boyfriend (My Mom’s New Boyfriend, auch Regisseur)
- 2009: Middle Men (auch Regisseur und Produzent)
- 2012: Columbus Circle (auch Regisseur)
- 2018: Bigger – Die Joe Weider Story
- 2020: Kings of Hollywood (The Comeback Trail, auch Regisseur)
- 2021: Vanquish (auch Regisseur und Produzent)